# Pownce
Pownce是社交網路與微型部落格網站，由Kevin Rose、Leah Culver、Daniel Burka與Shawn Allen所創立。Pownce主要為分享訊息、檔案、事件、連結給已經認證過的朋友。自2007年6月27日啟用以來，新會員只能使用朋友透過電子郵件所給予的邀請函來註冊，於2008年12月15日關閉。